# 熊田直紀
熊田 直紀（くまた なおき、2004年8月2日 - ）は、福島県出身のプロサッカー選手。いわきFC所属。ポジションはフォワード。

## 来歴

### クラブ
福島県出身で、ESTRELLAS.FCでは県大会2連覇を達成した。中学進学時にFC東京U-15むさしに加入した。
FC東京U-18在籍中の2022年2月、2種登録選手としてトップチームに登録された。4月13日、Jリーグカップの湘南ベルマーレ戦で途中出場し、トップチームデビューを果たした。8月、2023年からのトップチームへの加入が内定した。
2023年よりユースからトップチームに昇格。3月26日、ルヴァンカップ1次リーグ第2節の京都戦でプロ初ゴールを記録した。9月3日、第26節のアビスパ福岡戦でJ1初ゴールを決めた。
2024年1月26日にベルギー2部チャレンジャー・プロ・リーグ所属のヨング・ヘンクへ期限付き移籍をした。
2024年8月9日、いわきFCに育成型期限付き移籍。
2025年シーズンもいわきFCへの育成型期限付き移籍が延長されることとなった。6月のJ2月間ベストゴールに選ばれた。

### 代表
2023年3月に行われたAFC U20アジアカップ2023にU-20日本代表で出場。5得点で大会得点王を獲得した。

## 所属クラブ
- 緑ヶ丘サッカースポーツ少年団
- ESTRELLAS FC
- FC東京U-15むさし
- FC東京U-18
  - 2022年  FC東京（2種登録選手）
- 2023年 -  FC東京
  - 2024年1月 - 8月　 ヨング・ヘンク（期限付き移籍）
  - 2024年8月 -  いわきFC（育成型期限付き移籍）

## 個人成績
| 国内大会個人成績 | 国内大会個人成績 | 国内大会個人成績 | 国内大会個人成績 | 国内大会個人成績 | 国内大会個人成績             | 国内大会個人成績 | 国内大会個人成績 | 国内大会個人成績 | 国内大会個人成績 | 国内大会個人成績 | 国内大会個人成績 |
| 年度             | クラブ           | 背番号           | リーグ           | リーグ戦         | リーグ戦                     | リーグ杯         | リーグ杯         | オープン杯       | オープン杯       | 期間通算         | 期間通算         |
| 年度             | クラブ           | 背番号           | リーグ           | 出場             | 得点                         | 出場             | 得点             | 出場             | 得点             | 出場             | 得点             |
| 日本             | 日本             | 日本             | 日本             | リーグ戦         | リーグ戦                     | リーグ杯         | リーグ杯         | 天皇杯           | 天皇杯           | 期間通算         | 期間通算         |
| ---------------- | ---------------- | ---------------- | ---------------- | ---------------- | ---------------------------- | ---------------- | ---------------- | ---------------- | ---------------- | ---------------- | ---------------- |
| 2022             | FC東京           | 52               | J1               | 0                | 0                            | 2                | 0                | 0                | 0                | 2                | 0                |
| 2023             | FC東京           | 29               | J1               | 8                | 1                            | 5                | 1                | 0                | 0                | 13               | 2                |
| ベルギー         | ベルギー         | ベルギー         | ベルギー         | リーグ戦         | リーグ戦                     | リーグ杯         | リーグ杯         | ベルギー杯       | ベルギー杯       | 期間通算         | 期間通算         |
| 2023-24          | ヘンク           |                  | チャレンジャー   | 9                | 1                            | -                | -                | -                | -                | 9                | 1                |
| 日本             | 日本             | 日本             | 日本             | リーグ戦         | リーグ戦                     | リーグ杯         | リーグ杯         | 天皇杯           | 天皇杯           | 期間通算         | 期間通算         |
| 2024             | いわき           | 38               | J2               | 12               | 1                            | -                | -                | -                | -                | 12               | 1                |
| 2025             | いわき           | 38               | J2               |                  |                              |                  |                  |                  |                  |                  |                  |
| 通算             | 日本             | 日本             | J1               | 8                | 1                            | 7                | 1                | 0                | 0                | 15               | 2                |
| 通算             | 日本             | 日本             | J2               | 12               | 1\|\|\|\|\|\|\|\|\|\|12\|\|1 |                  |                  |                  |                  |                  |                  |
| 通算             | ベルギー         | ベルギー         | チャレンジャー   | 9                | 1                            | -                | -                | -                | -                | 9                | 1                |
| 総通算           | 総通算           | 総通算           | 総通算           | 29               | 3                            | 7                | 1                | 0                | 0                | 36               | 4                |

- Jリーグ初出場 -  2023年4月1日 J1第6節 サガン鳥栖戦（駅前不動産スタジアム）
- Jリーグ初得点 -  2023年9月3日 J1第26節 アビスパ福岡戦（味の素スタジアム）

## 代表歴
- U-15日本代表
  - ブラジル遠征(2019年)
- U-19日本代表
  - スペイン遠征(2022年)
- U-20日本代表
  - AFC U20アジアカップ（2023年）
  - FIFA U-20ワールドカップ（2023年）
- U-22日本代表
  - アジア競技大会サッカー競技（2023年）選出後怪我で辞退[15]

## タイトル

### 個人
- AFC U20アジアカップ2023 - 得点王